# Monte Molaras
Il Monte Molaras è una montagna delle Alpi Graie alta 1327 m s.l.m..

## Descrizione
Si trova nella media Val Susa, sopra la frazione Crotte di Susa e risiede tra  Bussoleno e Mompantero.
Il versante sud è molto aspro, formando una parete verticale. Sulle pendici sud si estende la Riserva naturale dell'Orrido di Foresto, con una vegetazione spiccatamente xerofila.